# Denemarken op het Eurovisiesongfestival 2020
Denemarken zou deelnemen aan het Eurovisiesongfestival 2020 in Rotterdam, Nederland. Het zou de 49ste deelname van het land aan het Eurovisiesongfestival geweest zijn. DR was verantwoordelijk voor de Deense bijdrage voor de editie van 2020.

## Selectieprocedure
Reeds op 25 mei 2019 gaf de Deense openbare omroep aan ook te zullen deelnemen aan de 65ste editie van het muziekfestival. Net zoals de voorbije jaren werd de Deense vertegenwoordiger voor het Eurovisiesongfestival ook dit jaar weer gekozen via Dansk Melodi Grand Prix. Van 2 oktober tot 1 november 2019 kregen artiesten de kans om een lied in te zenden, waarna een vakjury onder alle kandidaten vijf finaletickets uitdeelde. Negen andere artiesten mochten deelnemen aan een preselectie op radiostadion P4. Er waren drie voorrondes met telkens drie artiesten uit Zuid-, Oost- en Noord-Denemarken. De winnaar van elke voorronde kreeg een ticket voor de finale. Daarnast reikte een vakjury nog twee wildcards uit voor artiesten die niet geselecteerd waren. De finale zou aldus tien acts tellen.
Dansk Melodi Grand Prix 2020 vond plaats op zaterdag 7 maart 2020 in de Royal Arena in Kopenhagen. De show werd gepresenteerd door Hella Joof en Rasmus Bjerg. Voor het eerst sedert 1999 werden de artiesten begeleid door een orkest. In een eerste fase stemden zowel een vakjury als het grote publiek op hun favoriete act. De top drie ging door naar de superfinale, waarin televoters en vakjury opnieuw mochten stemmen. Uiteindelijk gingen Ben & Tan met de zegepalm aan de haal.
Dansk Melodi Grand Prix 2020 werd achter gesloten deuren gehouden vanwege het Deense nationale verbod op massa-evenementen ten gevolge van de COVID-19-pandemie.

## Dansk Melodi Grand Prix 2020
| Volgorde | Artiest                      | Lied                            |
| -------- | ---------------------------- | ------------------------------- |
| 1        | Isam Bachiri                 | Bølger                          |
| 2        | Ben & Tan                    | Yes                             |
| 3        | Maja & De Sarte Sjæle        | Den eneste goth I Vejle         |
| 4        | Benjamin Kissi               | Faith                           |
| 5        | Emil                         | Ville ønske jeg havde kendt dig |
| 6        | Sys Bjerre                   | Honestly                        |
| 7        | Jamie Talbot                 | Bye bye heaven                  |
| 8        | Sander Sanchez               | Screens                         |
| 9        | Kenny Duerlund               | Forget it all                   |
| 10       | Jasmin Rose feat. RoxorLoops | Human                           |

Superfinale
| Plaats | Artiest        | Lied                            | Stemmen |
| ------ | -------------- | ------------------------------- | ------- |
| 1      | Ben & Tan      | Yes                             | 61 %    |
| 2      | Sander Sanchez | Screens                         | 20 %    |
| 3      | Emil           | Ville ønske jeg havde kendt dig | 19 %    |

## In Rotterdam
Denemarken zou aantreden in de tweede halve finale op donderdag 14 mei. Het Eurovisiesongfestival 2020 werd evenwel geannuleerd vanwege de COVID-19-pandemie. De Deense omroep besloot om in 2021 opnieuw een Dansk Melodi Grand Prix te organiseren, waarmee Ben & Tan hun recht om Denemarken te vertegenwoordigen op het festival verloren.
1957 · 1958 · 1959 · 1960 · 1961 · 1962 · 1963 · 1964 · 1965 · 1966 · 1967-1977 · 1978 · 1979 · 1980 · 1981 · 1982 · 1983 · 1984 · 1985 · 1986 · 1987 · 1988 · 1989 · 1990 · 1991 · 1992 · 1993 · 1994 · 1995 · 1996 · 1997 · 1998 · 1999 · 2000 · 2001 · 2002 · 2003 · 2004 · 2005 · 2006 · 2007 · 2008 · 2009 · 2010 · 2011 · 2012 · 2013 · 2014 · 2015 · 2016 · 2017 · 2018 · 2019 · 2020 · 2021 · 2022 · 2023 · 2024 · 2025
Albanië · Armenië · Australië · Azerbeidzjan · België · Bulgarije · Cyprus · Denemarken · Duitsland · Estland · Finland · Frankrijk · Georgië · Griekenland · Ierland · IJsland · Israël · Italië · Kroatië · Letland · Litouwen · Malta · Moldavië · Nederland · Noord-Macedonië · Noorwegen · Oekraïne · Oostenrijk · Polen · Portugal · Roemenië · Rusland · San Marino · Servië · Slovenië · Spanje · Tsjechië · Verenigd Koninkrijk · Wit-Rusland · Zweden · Zwitserland